# Castello di Rosenbichl
Il castello di Rosenbichl (in tedesco Schloss Rosenbichl) si trova nell'omonima frazione del comune austriaco di Liebenfels nel Distretto di Sankt Veit an der Glan appartenente al Land della Carinzia e la sua storia inizia almeno nel XIV secolo se non in epoca precedente.

## Storia

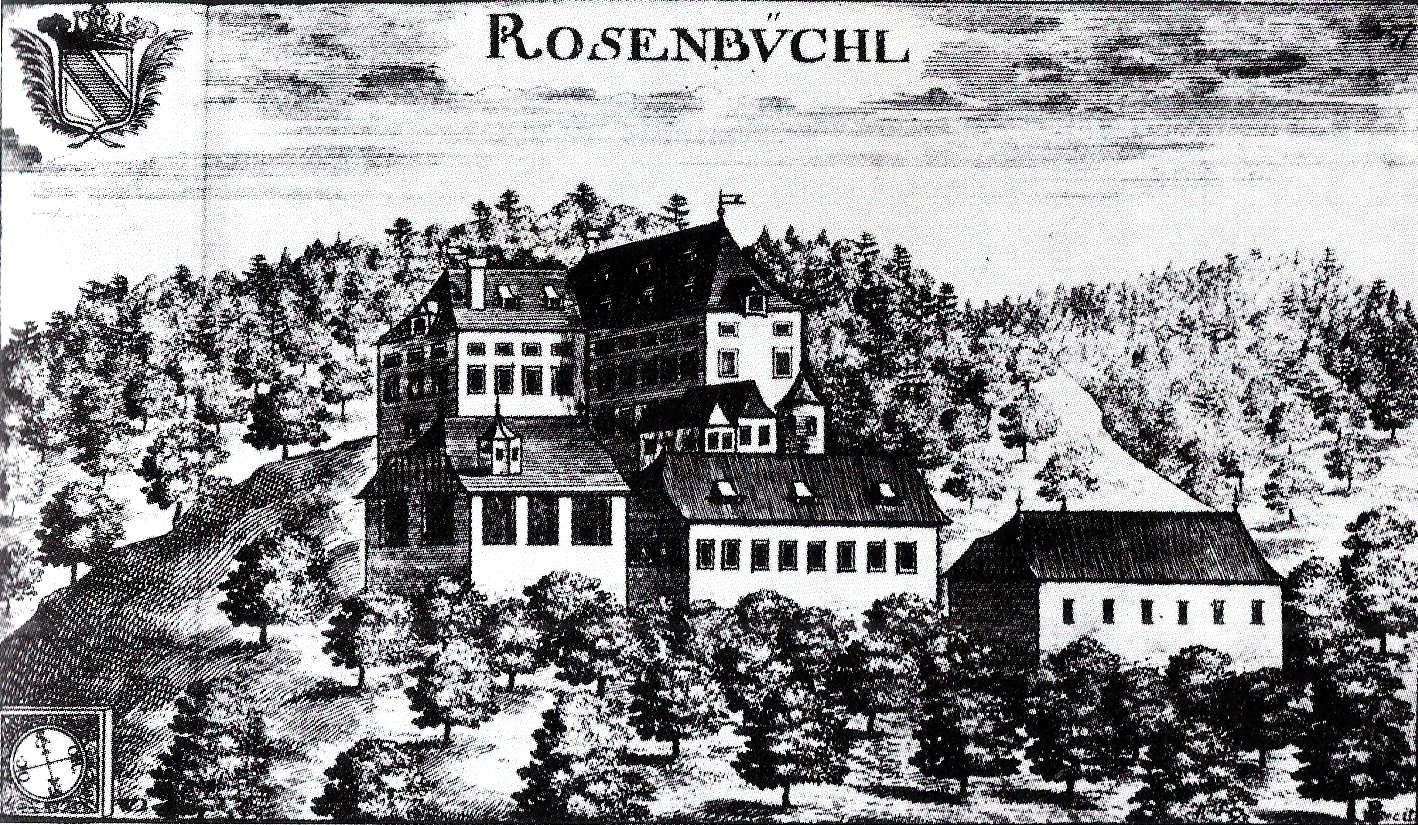
Il castello di Rosenbichl in una stampa del 1688

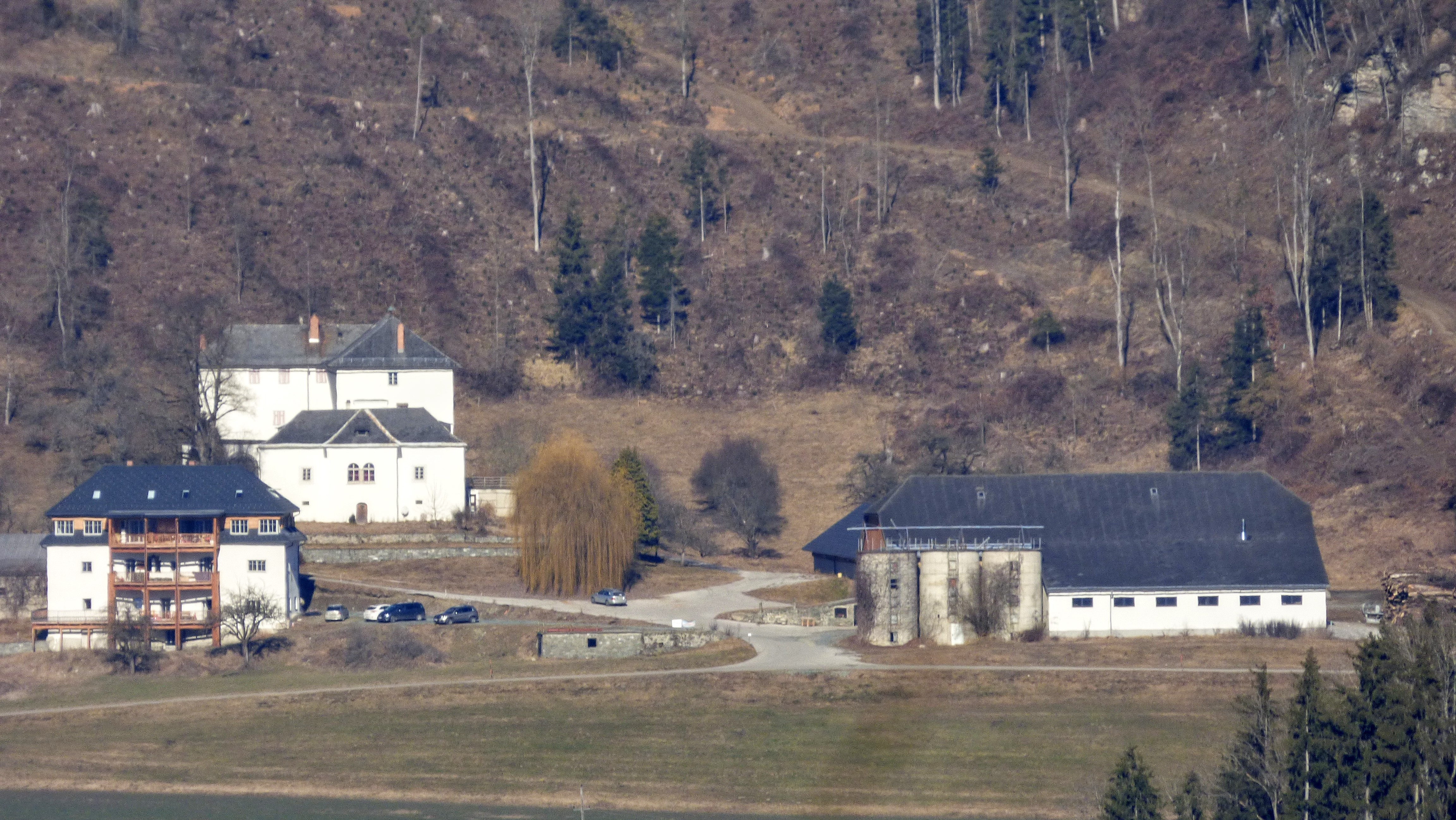
Il castello con gli edifici vicini

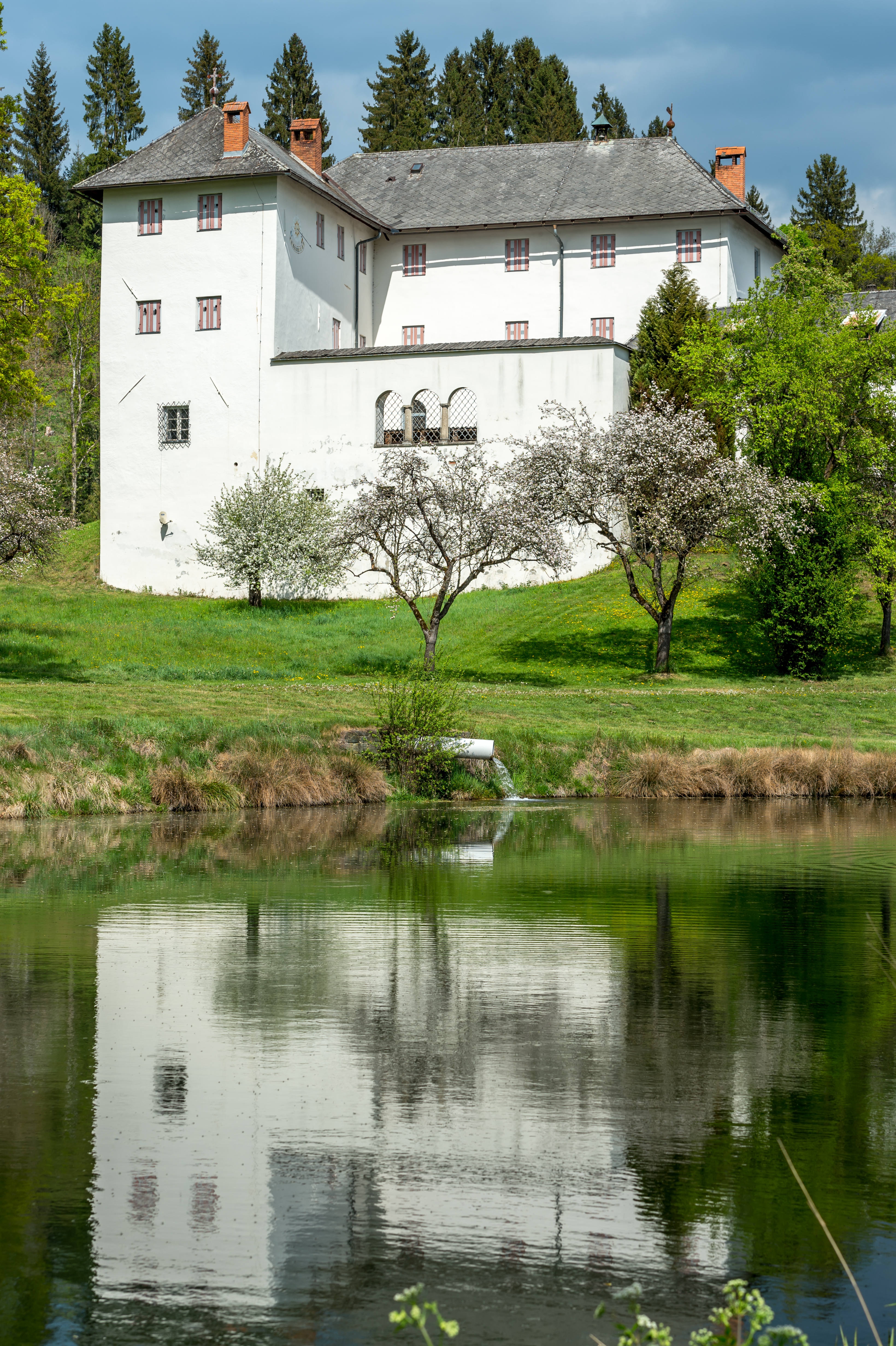
Il castello di Rosenbichl col vicino specchio lacustre

Nel 1268 sul sito del castello si trovava il maso Puehlaren e successivamente sorse la cittadina di Münzenbach. L'edificio venne leggermente ampliato in epoca di poco successiva ed entrò in possesso dei signori di Gradenegg nel XIV secolo. Nel 1312 venne acquisito da Georg Kulmer e i suoi discendenti ne rimasero signori fino al 1676. Nel 1535 il primitivo edificio venne ampliato e trasformato in modo tale da renderlo una residenza nobiliare e durante tale opera di ricostruzione vennero utilizzate e integrate le componenti più antichi della struttura, che da quel momento assunse il nome di Rosenbichl e tale nome venne poi attribuito anche alla località. Nel 1566 il Freiherr Ernst Wilhelm von Kulmer lo fece ulteriormente ampliare con nuoveaggiunte. Nel 1676 la famiglia Kulmer vendette questa piccola tenuta di campagna con le sue terre al vescovo Johann von Sulmbach. Il Freiherr Franz Andrä von Aschau lo acquisì nel 1681 e solo quattro anni dopo lo vendette al vescovo ausiliare e prevosto di Kraig, Johann Stieff von Cräntzen, con l'impegno di nominare suo nipote Karl erede universale e con la clausola che se la famiglia si fosse estinta l'intera proprietà sarebbe andata all'ospedale cittadino di Klagenfurt, e così avvenne, nel 1734. Nel 1786 fu il conte Max Thaddäus Egger, con attività nella siderurgia, ad acquistare il castello, ma col declino dell'industria siderurgica carinziana e le difficoltà della famiglia del conte il castello passò alla Montangesellschaft alpina nel 1873 e poi, nel 1889, all'avvocato Franz Prettner di Sankt Veit an der Glan che lo lasciò in eredità alle terziarie francescane elisabettine di Klagenfurt am Wörthersee. Da quel momento il castello di Rosenbichl è divenuto una succursale del monastero madre e una casa di convalescenza per le suore che lavoravano come infermiere.

## Descrizione

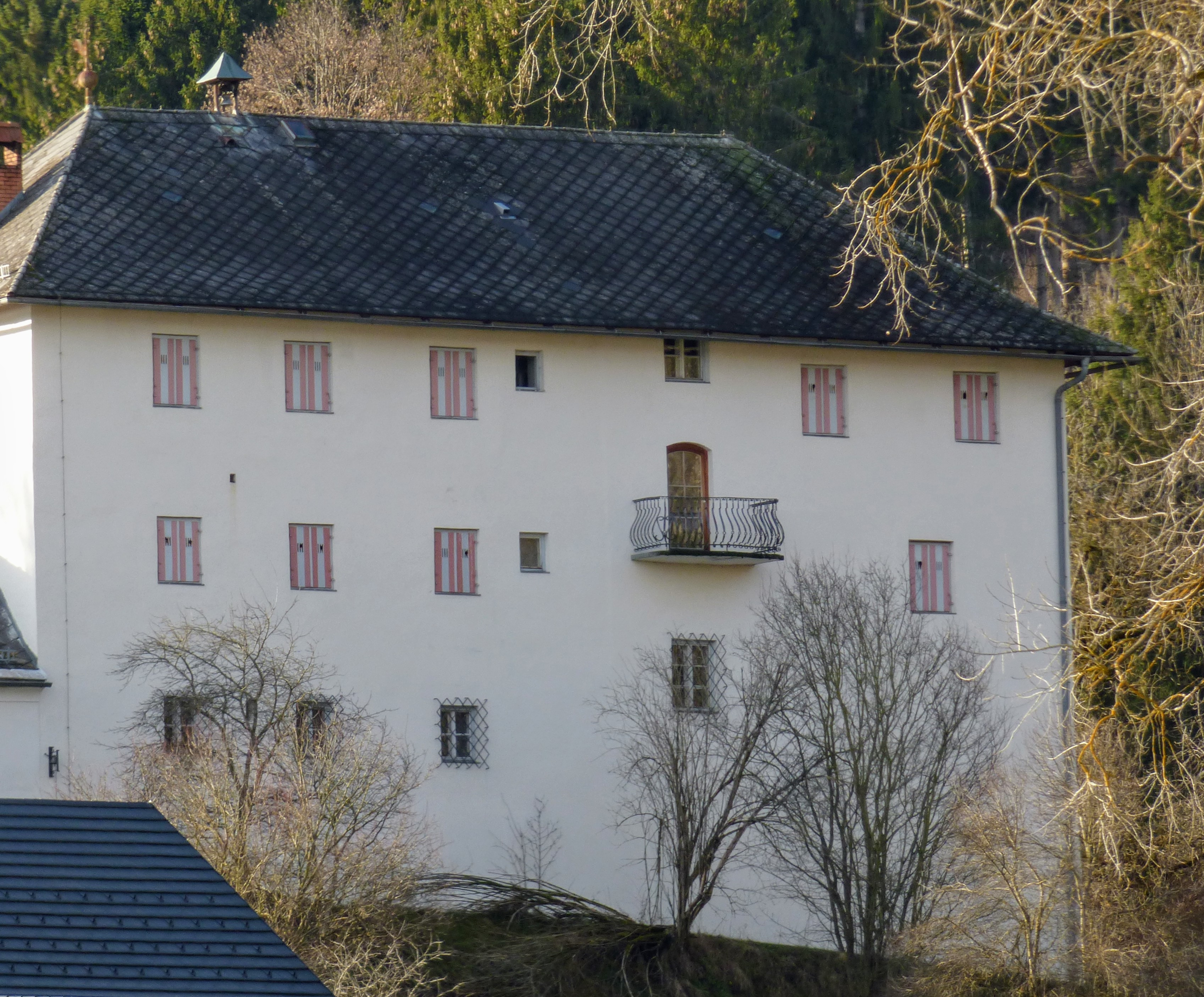
Facciata posteriore, a monte

Il castello si trova a Rosenbichl, frazione del comune austriaco di Liebenfels nel Distretto di Sankt Veit an der Glan appartenente al Land della Carinzia. Fino a quando non fu adattato per le suore, nel 1935, era un semplice e piccolo maniero di campagna tipico della nobiltà aariziana del periodo rinascimentale. L'aggiunta di un piano e altre modifiche ne hanno modificato sfavorevolmente le proporzioni. L'edificio ha pianta rettangolare con due ali poste perpendicolarmente tra loro che racchiudono un piccolo cortile. L'accesso alla struttura avviene attraverso un semplice cancello in pietra dove anticamente era presente un ponte levatoio. La struttura risente del periodo tardogotico e in epoche successive furono eretti ad est alcuni fabbricati ad uso agricolo. L'interno è arredato in stile moderno e non conserva quasi nulla delle antiche dotazioni anche a causa delle frequenti modifiche e dei cambi d'uso ai quali è stato soggetto. Il castello è proprietà privata e la visita non è possibile.